# Hypolytus peregrinus
Hypolytus peregrinus är en nässeldjursart som beskrevs av Murbach 1899. Hypolytus peregrinus ingår i släktet Hypolytus och familjen Euphysidae. Inga underarter finns listade i Catalogue of Life.